# 字母顺序
字母順序 (alphabetical order)，全稱字母表順序 ，簡稱字母序， 简单易用，是拉丁文字的傳統排检法。 英文的詞典、索引和詞表等都普遍採用字母順序，中文的新華字典和現代漢語詞典等許多辭書正文所採用的漢語拼音排檢法也屬於字母順序。
字母順序排檢法具有悠久的歷史，其基本原則是根據單詞中的字母在字母表中的前後順序來決定單詞之間的順序。下文作較為全面的介紹，并根據中文的具體需要，增加《漢語拼音排序法》的内容。

## 歷史
這裏只作簡略介紹，詳細内容請參閲。
据歷史記載，人類大概在距今三千多年前的埃及西部发明字母順序。但這種文字排序法在之後的幾個世紀內一直沒有受到重視。
學者們第一次有效地使用字母順序作為編目工具可能是在古代亞歷山大圖書館(建於公元前 300年左右)時期。其中的書卷按作者姓名首個字母的字母順序進行放置。
12世紀下半葉，字母順序作為諮詢的輔助工具開始進入西歐知識分子生活的主流，當時開發了字母工具來幫助傳教士分析聖經詞彙。字母顺序的采用是从记忆至上到书面作品至上的一種过渡。
1604年，第一本單語英語詞典Table Alphabeticall采用字母順序編排，現今的許多參考書和列表的條目排列都是基於這種順序。

## 基本規則
每一個拉丁文字系統（例如英文）都擁有自己的字母表(alphabet)，即一個用来书写該語言的有序字母集合。現行國際標準ISO基本拉丁字母表（ISO basic Latin alphabet）是:
```
大寫字母集:	A	B	C	D	E	F	G	H	I	J	K	L	M	N	O	P	Q	R	S	T	U	V	W	X	Y	Z 
小寫字母集:	a	b	c	d	e	f	g	h	i	j	k	l	m	n	o	p	q	r	s	t	u	v	w	x	y	z
```

判定兩個單詞（字符串）先後順序的基本規則  是：
1. 先比較兩邊的第一個字母，如果不同，則根據它們在字母表中的先後關係來定序，位置靠前的字母所在的字符串排在前面 (例如，英文單詞cat先於dog, 因爲字母c在字母表中位於字母d的前面)。
2. 如果兩個首字母相同，則比較雙方的第二個字母，以此類推，直至找到第一對不相同的字母並據此定序 (例如，英文單詞what先於why，因爲第三個字母a先於y)。
3. 如果比較到其中一個字符串的最後一個字母，雙邊的字母還是相同，那麽較短的字符串排在前面 (例如，alphabet先於alphabetical)。

上述幾個例子的綜合字母序是:
```
alphabet, alphabetical, cat, dog, what, why.
```

## 輔助規則
在實際排序中有時會出現基本規則未能涵盖的问题，包括大小寫字母、字母表之外的字符，或者需要根據語言習慣作相應調整的情形。這時就需要辅助规则。

### 大小寫字母
大小寫字母在排序時一般被看成是一樣的。但如果有需要，可以對只在大小寫字母方面有區別的字符串做合乎語言習俗的處理。通常是將大寫的排前，例如，漢語拼音方案的字母表：Aa Bb ... Zz。 又如，《牛津高階英漢雙解詞典》 中有這樣的詞條排列： MS, Ms, Msc. 

### 多詞字符串
如果待排序的字符串含有多個詞（中間常用空格或連詞符號隔開），這時有兩種處理方法：
- 第一種方法是先按第一個詞排序，第一個詞相同的再按第二個詞排，以此類推。例如英文：Oak; Oak Hill; Oak Ridge; Oakley Park; Oakley River。
- 第二種方法是忽略空格等分詞字符，看成一個連續的字母串來排。這樣，以上詞語的序列變爲：Oak; Oak Hill; Oakley Park; Oakley River; Oak Ridge.其中的 Oak Ridge 移到了最後。

### the, a, an
如果一個短語以一個非常常見的冠詞如“the”、“a”或“an”開頭，則該詞有時會被忽略或移至短語的末尾。 例如，書名“The Shining”可能會被視為“Shining”或“Shining, The”，因此會出現在書名“Summer of Sam”之前。 然而，它也可以被簡單地視為 "The Shining" 而排在 "Summer of Sam"之後。 《牛津高階英漢雙解詞典》 有這樣的條目順序：“ official secret, the Official Secrets Act, officiate”。用的是前面的方法。

### 連字
指兩個或多個字母合併為一個符號，例如英語中的 Æ 和 Œ。這種連字符號通常被視作字母是分開的，即Æ 和 Œ分別當作AE 和 CE，而 æther 就按照 aether 來參加排序。

### 改形字母
對於修改了形狀的字母，不同的語言可能有不同的處理方法。例如，法語中把帶附加符號的字符都當作基本字符來排序，例如 rôle 當作role，排在 rock 和 rose中間。德語的「電話簿序」中，Ä, Ö, Ü當作 "ae", "oe", "ue" 來排序。西班牙語的Ñ作為一個單獨字母排在N之後.

### 非字母字符
數字和標點符號等非字母字符也有不同處理方法，一種是把它們排在所有字母之前 (例如， 《牛津高階英漢雙解詞典》 有這樣的條目順序: “MP, MP3, MP3 player, MP4, MPEG”，把數字排在字母之前)。 另一種方法是按其讀音的對應詞語來處理，例如，1999 按英語 nineteen nighty-nine 的拼寫來排列。

## 漢語拼音排序法
這是根據漢語拼音方案所采用的基本拉丁字母表的順序來排列漢字。 中文的新華字典和現代漢語詞典等許多辭書的正文都用漢語拼音排檢法。

### 單個漢字的排序
漢字的拼音排序步驟如下：
- 根據每個字的拼音字母串，按照字母表的順序排列。其方法是先按第一個字母在字母表的順序排列，如第一個字母相同，再按第二個字母的順序排列，以此類推。例如，"男女員工齊努力" 排序為“工(gōng) 力(lì) 男(nán) [女(nǚ) 努(nǔ)] 齊(qí) 員(yuán)”。圓括號內為拼音。[女(nǚ) 努(nǔ)]基本拉丁字母都是nu，暫時不能定序。
- 拼音字母相同的字，如果同時存在e和ê音節，或者nu和nü，或者lu和lü， 則根據新華字典《漢語拼音音節索引》規定的順序，將發ê音的字排在緊跟e音的字的後面，nü音的字緊跟nu音的字的後面，lü音的字緊跟lu音的字後面。[2] 例如“額 (è) 欸(ê̄)”,“路(lù) 驢(lǘ)”,“努(nǔ) 女(nǚ)”。
- 如果聲韻母都相同，按聲調順序“1聲、2聲、3聲、4聲、5聲（輕聲）”排列，如“媽(mā) 麻(má) 馬(mǎ) 罵(mà) 嗎(ma)”。

將上面的例字綜合起來的拼音字母順序是
```
“工(gōng)力(lì) 媽(mā) 麻(má) 馬(mǎ) 罵(mà) 嗎(ma) 男(nán) 努(nǔ) 女(nǚ)  齊(qí) 員(yuán)”。
```

用漢語拼音字母排列漢語單字的詳細順序可參見新版新华字典  的“漢語拼音音節索引”(這是一個不帶聲調的音節順序列表) 或 现代汉语词典
 的“音節表”（帶聲調的音節順序列表）。
拼音表達式完全相同的字，即聲韻調相同的完全同音字，通常是藉助筆劃排檢法來排序。

### 多字詞的排序
含有多個字的單詞有兩種不同的排序方式可供選用 。
- 一種是按字排序，如果第一個字相同，則按第二個字排序，依此類推。 例如，
“底層(dǐcéng)，地標(dìbiāo)，地表( dìbiǎo)，地租(dìzū )，電燈(diàndēng)”。
 現代漢語詞典用這種方法。
- 另一種方法是按整個單詞的拼音字母排序，當字母相同時再按聲調排序。 例如，
“電燈(diàndēng)，地標(dìbiāo)，地表( dìbiǎo)，底層(dǐcéng)，地租(dìzū )”。
 《ABC漢英詞典（英语：ABC_Chinese%E2%80%93English_Dictionary）》用這種方法。

## 外部連結
- Collation, sorting, and string comparison （页面存档备份，存于）